# Sosia
Il sosia è colui che presenta una somiglianza fisica, specialmente a livello del viso, con un'altra persona. Questo fatto ha maggiore risonanza se la somiglianza è riferita a qualche personaggio celebre.
Il caso di un sosia di un personaggio vissuto in un'epoca precedente si chiama cronopareidolia.

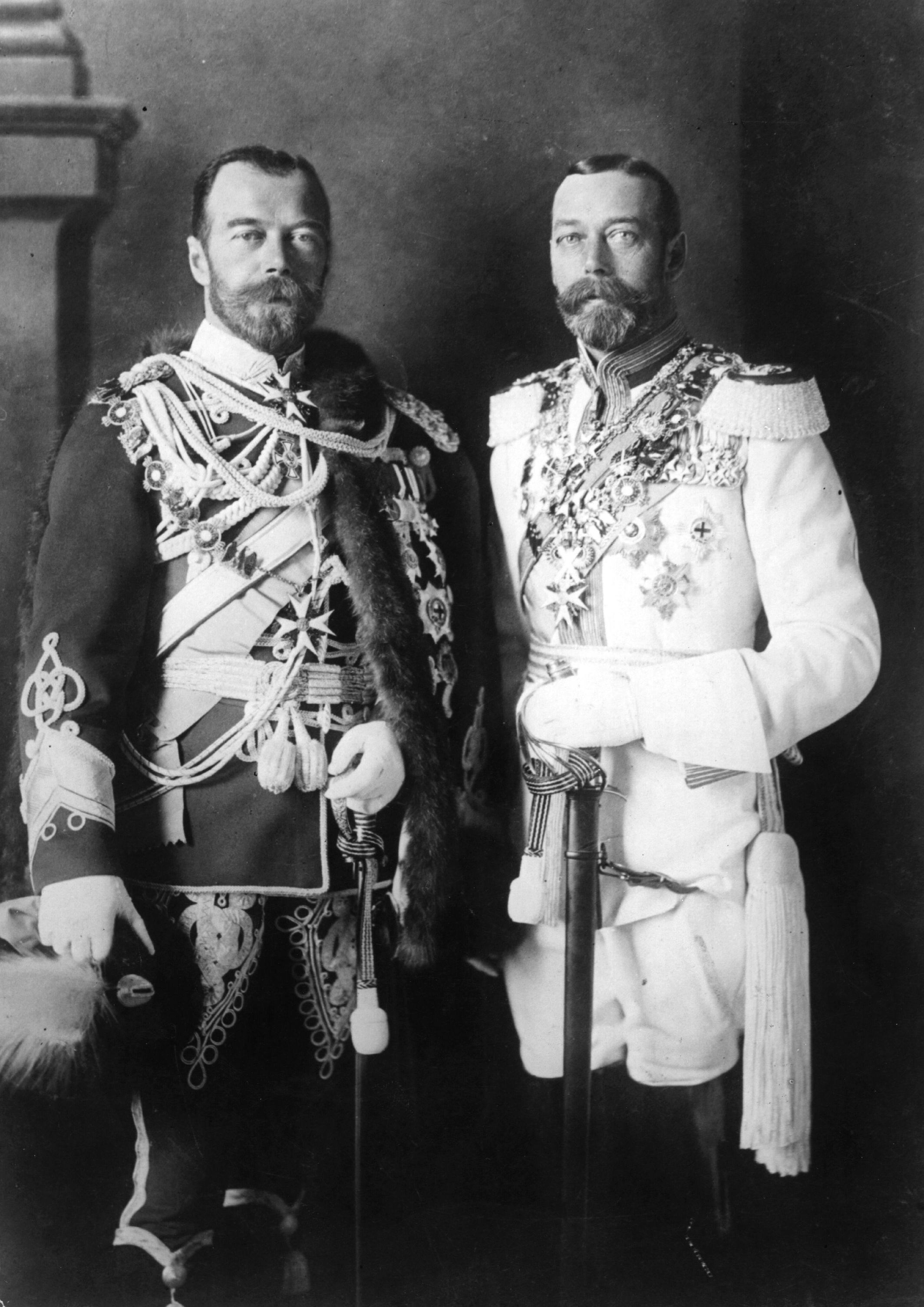
I cugini in uniforme Nicola II di Russia (a sinistra) e Giorgio V del Regno Unito (a destra), in una foto di poco anteriore alla prima guerra mondiale.

Il tema entrò in voga nel Romanticismo e nella letteratura dell'occulto, nelle cui opere appariva spesso un gemello maligno, denominato Doppelgänger, che nella maggior parte dei casi conduceva a un esito drammatico, a volte stridente con la comicità o l'ironia in esse presenti.

## Origine della parola
L'origine della parola sosia deriva da un personaggio dell'Anfitrione, una commedia del poeta latino Plauto. Sosia è un servo di Anfitrione. Volendo Giove conquistare la moglie di Anfitrione, Alcmena, mentre il marito è in guerra con i Teleboi, chiede aiuto a Mercurio che, per sorvegliare la tranquillità della coppia, prende l'aspetto di Sosia.

## Risvolti lavorativi
Tra il XX e il XXI secolo, oltre che come mera curiosità il sosia è divenuto anche una vera e propria attività lavorativa. Infatti le persone caratterizzate da una qualche rassomiglianza fisica con personaggi celebri, imparano a vestirsi, muoversi e comportarsi come il vip cinematografico, musicale o politico di cui sono i sosia, tanto da venir chiamati ad impersonarlo in cerimonie o spettacoli di beneficenza, per lavori pubblicitari, inaugurazioni di attività commerciali e manifestazioni varie. A tale scopo esistono varie agenzie che si occupano di mettere in contatto i possibili clienti con quanti potrebbero sostituirli in modo credibile.
Questo aspetto "lavorativo" del sosia, con i suoi più o meno prevedibili risvolti comici e drammatici, è alla base del film del 1993 diretto da Ivan Reitman Dave - Presidente per un giorno, che nel 1994 è stato candidato al premio Oscar per la miglior sceneggiatura originale.

## Nella cultura di massa
Secondo una celebre leggenda, Paul McCartney sarebbe morto nel 1966 e da allora un sosia avrebbe preso il suo posto.
Un caso particolare di sosia è quello legato alle vicende dell'ex dittatore iracheno Saddam Hussein il quale, per timore di attentati in occasione delle sue apparizioni pubbliche e per sviare i servizi segreti utilizzava un sosia. Dall'analisi delle caratteristiche antropometriche sulle fotografie, si sospetta l'utilizzo di addirittura quattro diversi sosia nelle varie occasioni.
Il sosia è il titolo di una celebre opera attribuita a Dostoevskij.
Esempio di sosia si ha anche nel William Wilson di Edgar Allan Poe.

## Sosia celebri
- Timothy Bottoms è il sosia di George W. Bush e ha avuto la parte del presidente statunitense in film e serie televisive;
- Jeannette Charles è la sosia della regina Elisabetta II e nel 1989 l'ha interpretata in Una pallottola spuntata;
- Peter Hugo è il sosia del principe Carlo;
- Suzie Kennedy è la sosia di Marilyn Monroe e ha interpretato l'attrice in alcuni documentari. Inoltre nel 2009 ha partecipato al film di Pieraccioni Io & Marilyn, interpretando appunto Marilyn Monroe;
- Ho Chung Tao è il sosia di Bruce Lee;
- Sergio Cortes è il sosia di Michael Jackson;
- Kjell Elvis è il sosia di Elvis Presley;
- Il sottotenente e attore M. E. Clifton James era il sosia del generale Bernard Law Montgomery, per la sua somiglianza collaborò con i Servizi segreti britannici durante la Seconda guerra mondiale;
- L'attore sovietico Mikheil Gelovani impersonò Stalin in molti film.
- L'attore danese Caspar Phillipson è il sosia di John Fitzgerald Kennedy, il 35º presidente degli Stati Uniti.
- L'attore statunitense Steven Culp è il sosia di Robert Francis Kennedy, il 64º procuratore generale degli Stati Uniti.